# Labichea saxicola
Labichea saxicola är en ärtväxtart som beskrevs av James Henderson Ross. Labichea saxicola ingår i släktet Labichea och familjen ärtväxter. Inga underarter finns listade i Catalogue of Life.